# Popis registracijskih oznaka plovila u Sloveniji
Slovenija ima samo tri lučke ispostave: Kopar, Izola i Piran.
Slovensko primorje se sastoji od tri zaljeva: Koparski zaljev, Tršćanski zaljev i Piranski zaljev. Tu se nalaze još gradovi Portorož i Ankaran, ali oni nemaju svoje luke nego koriste oznake za čamce od drugih luka, pa stoga u Portorožu plove čamcima i brodicama Izolskih registracija, a u Ankaranu čamcima i brodicama Koperskih registracija.
Lučke ispostave u Sloveniji:
| Lučka ispostava | Kratica |
| --------------- | ------- |
| Kopar           | KP      |
| Izola           | IZ      |
| Piran           | PI      |